# Poleñino (kommunhuvudort)
Poleñino är en kommunhuvudort i Spanien.   Den ligger i provinsen Provincia de Huesca och regionen Aragonien, i den nordöstra delen av landet, 300 km nordost om huvudstaden Madrid. Poleñino ligger 300 meter över havet och antalet invånare är 250.
Terrängen runt Poleñino är huvudsakligen platt, men åt nordost är den kuperad. Runt Poleñino är det glesbefolkat, med 12 invånare per kvadratkilometer. Närmaste större samhälle är Grañén, 9,3 km nordväst om Poleñino. Trakten runt Poleñino består till största delen av jordbruksmark.